# Bagre bagre
O Bagre bagre é uma espécie de bagre do mar da família Ariidae. Foi descrito por Carl Linnaeus em 1776, originalmente sob o gênero Silurus. Habita águas tropicais marinhas e salgadas que variam entre a Colômbia e o rio Amazonas, na América do Sul. Ele habita a uma profundidade máxima de 50 m (160 pé). Atinge um comprimento total máximo de 55cm atingindo mais comumente.  

A dieta do Bagre bagre inclui peixes ósseos e crustáceos bentônicos. É predado pelo tubarão de cauda pequena. É de interesse comercial para a pesca e é comercializado fresco.  